# Discography of American Historical Recordings
Discography of American Historical Recordings, kurz DAHR, ist eine Datenbank in den Vereinigten Staaten, die es sich zum Ziel gesetzt hat, die Originalaufnahmen von Künstlern des mittel- und südamerikanischen Raumes, welche in der 78er Ära der Schellackplatte veröffentlichten, kostenlos, per Audiostreaming, zur Verfügung zu stellen, einhergehend mit dem Angebot des Studiums der Produktionskataloge derjenigen Unternehmen, die in dieser Epoche eine tragende Rolle spielten.   
DAHR ist Teil des American Discography Projekt, kurz ADP, und wird in diesem Rahmen von der University of California, Santa Barbara, dem National Endowment for the Humanities sowie dem Packard Humanities Institute partnerschaftlich gefördert und betrieben.  

## Datenbankkatalog
Der Datenbankkatalog basiert im Wesentlichen auf physisch zugängliches Archivmaterial, aufbewahrt in den Phonotheken noch existenter Unternehmen, die in Nachfolge der zum damaligen Zeitpunkt aktiven Produktionsgesellschaften stehen. Des Weiteren finden Katalogzusammenstellungen, erstellt seitens Fachautoren, Verwendung, ergänzt durch neu gewonnene Forschungserkenntnisse. 
- Veröffentlichungen der Victor Talking Machine Company, einschließlich der Aufnahmen von RCA-Victor, entstanden in den Vereinigten Staaten, sowie in Mittel- und Südamerika vor 1939. Hierin eingeschlossen jene Tondokumente, die dem Aufnahmekatalog der Gramophone Company entliehen wurden. (Quellen: Sony Music Entertainment Archive sowie die University of California, Santa Barbara).
- Aufnahmen des Labels Columbia Records, entstanden zwischen den Jahren 1901 und 1934. (Quelle: Columbia Master Book Discography von Tim Brooks und Brain Rust).
- Pressungen der Berliner Gramophone Company von 1892 bis 1900. (Quelle: Berliner Gramophone Records: American Issues 1892-1900 von Paul Charosh).
- Veröffentlichungen der Edison Records Imprints Diamond Disc und Needle Type zwischen 1918 und 1934. (Primäre und sekundäre Quelle zur Verfügung gestellt durch den Thomas Edison National Historical Park).
- Pressungen des Labels OKeh Records, welche von 1918 bis 1934 entstanden. (Quelle: Discography Of OKeh Records 1918-1934 von Ross Laird sowie Brian Rust).
- Veröffentlichungen von Zonophone Records. (Quellen: Diskografien The American Zonophone Discography: Volume I, Ten- and Twelve-Inch Popular Series (1904–1912) sowie The American Zonophone Discography: Volume II, Seven-, Nine-, and First Ten-Inch Series (General Catalog, 1900–1905), letztere unveröffentlicht, beide ausgearbeitet von William R. Bryant und Allan Sutton).
- Aufnahmen von Decca Records realisiert in einem Zeitraum von 1934 bis 1974. (Quelle: The Decca Labels: A Discography von Michael Ruppli).
- Pressungen des Labels Brunswick Records. (Quelle: Brunswick Records: A Discography of Recordings, 1916-1931 von Ross Laird).
- Veröffentlichungen von Leeds & Catlin Records. (Quelle: Leeds & Catlin Records von William R. Bryant und Allan Sutton).